# 和田義為
和田 義為（わだ よしため、1875年12月 - 没年不明）は、日本の実業家。共同酒造株式会社社長、大倉恒吉商店（現・月桂冠）株式会社取締役。族籍は兵庫県士族。

## 人物
京都府士族、和田重為の長男として、1875年（明治8年）12月に生まれる。尚、尊皇派志士・正五位の和田義亮は祖父である。
1895年（明治28年）に家督を相続し、1897年（明治30年）、関西法律学校（現・関西大学）法科を卒業する。卒業後は大倉恒吉商店に勤務。その後、共同酒造株式会社社長、大倉恒吉商店（現・月桂冠）株式会社取締役を歴任した。

## 家族
- 父・重為（京都府士族）
- 母・タカ（1855年1月 - 没年不明、和田義亮の長女）
- 妻・みさほ（1889年5月 - 没年不明、山梨、市川奄の妹、奈良女子高等師範学校卒）